# Andrognathus
Andrognathus (лат.) — род многоножек из семейства настоящие кивсяки отряда Andrognathidae класса двупарноногих. Современные виды обитают в лиственных лесах Северной Америки, где населяют гниющую древесину.

## Описание
Длина тела от 11 до 27 мм, состоит из 45-70 сегментов-колец. Тело тонкое, ширина около 1 мм с короткими паранотами, не покрывающими ноги.
Ископаемый вид †Andrognathus burmiticus обнаружен в бирманском янтаре в Мьянме (Юго-Восточная Азия), возраст которого составляет около 99 млн лет и соответствует меловому периоду. Его обнаружение говорит о более широком распространении рода в доисторические времена.

## Классификация
4 вида.
- †Andrognathus burmiticus
- Andrognathus corticarius Cope, 1869 typus
- Andrognathus grubbsi Shorter et al., 2018
- Andrognathus hoffmani Shear & Marek, 2009